# Lavoisiera punctata
Lavoisiera punctata är en tvåhjärtbladig växtart som beskrevs av Dc.. Lavoisiera punctata ingår i släktet Lavoisiera och familjen Melastomataceae. Inga underarter finns listade i Catalogue of Life.